# Sprejnie
Sprejnie (lit. Spreiniai) – wieś na Litwie, w okręgu wileńskim, w rejonie wileńskim, w gminie Podbrzezie.

## Historia
W dwudziestoleciu międzywojennym wieś i zaścianek leżące w Polsce, w województwie wileńskim, w powiecie wileńsko-trockim, w gminie Podbrzezie. W 1931 miejscowość liczyła:
- wieś – 49 mieszkańców, zamieszkałych w 9 budynkach,
- zaścianek – 58 mieszkańców, zamieszkałych w 9 budynkach[2].

Po II wojnie światowej w granicach Związku Sowieckiego. Od 1991 na niepodległej Litwie.

## Ludzie związani z miejscowością
- Józef Głuchowski (ur. w 1913 w Sprejniach) – pilot Polskich Sił Powietrznych w Wielkiej Brytanii[3]